# Drepanosticta siu
Drepanosticta siu är en trollsländeart som beskrevs av Van Tol 2007. Drepanosticta siu ingår i släktet Drepanosticta och familjen Platystictidae. Inga underarter finns listade i Catalogue of Life.